# Cerco de De'an

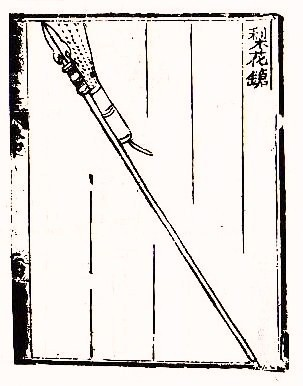
Ilustração de uma lança de fogo, arma que foi introduzida no Cerco de De'an

O Cerco de De'an (德安 之 戰) foi travado como parte das Guerras Jin–Sung da China em 1132, durante a invasão Jin de Hubei e Xianxim. A batalha entre os sitiantes, um grupo de rebeldes liderados por Li Heng e os defensores da dinastia Sung é importante na história global como o primeiro aparecimento registrado da lança de fogo, um dos primeiros ancestrais das armas de fogo, sendo usada na batalha.